# Konrad Korzeniowski – Joseph Conrad
Konrad Korzeniowski – Joseph Conrad – srebrna moneta kolekcjonerska o nominale 10 zł wyemitowana 20 grudnia 2007 z okazji 150. rocznicy urodzin Józefa Konrada Korzeniowskiego (jedna z trzech monet wyemitowanych z tej okazji).
Emisja monety została opóźniona na skutek wątpliwości odnośnie do imienia pisarza. Prawie milion sztuk wybito z Josephem Conradem jako Teodorem Korzeniowskim. Dopiero pod wpływem opinii prof. dra hab. Zdzisława Najdera zdecydowano się na wprowadzenie poprawek.

## Awers
W prawej dolnej części monety umiejscowiony jest wizerunek orła ustalony dla godła państwowego. Pod lewą łapą orła znak mennicy (m ponad w). Ponad nim centralnie, nieco przedstawiono podpis Josepha Conrada, powyżej którego z lewej strony znajduje się twarz (prawy półprofil), a z prawej napis „10”, „Zł” oraz oznaczenie roku emisji „2007”. W otoku po lewej stronie napis „RZECZPOSPOLITA POLSKA”.

## Rewers
Rewers przedstawia bark Otago (jedyny żaglowiec prowadzony przez Konrada Korzeniowskiego jako kapitana) na morzu. Wizerunek jego odbicia w wodzie wykonano jako hologram zmieniający barwy w zależności od kąta patrzenia. Ponad statkiem widoczne są chmury.